# خوان خوسيه رودريغيز
خوان خوسيه رودريغيز (بالإسبانية: Juan José Rodríguez Morales)‏ (مواليد 23 يونيو 1967) هو لاعب كرة قدم. يلعب مع منتخب كوستاريكا لكرة القدم. سبق له أن لعب في كأس العالم لكرة القدم مع منتخب بلاده.

## روابط خارجية
- خوان خوسيه رودريغيز على موقع قاعدة بيانات كرة القدم.إي يو (الإنجليزية)
- خوان خوسيه رودريغيز على موقع ناشيونال فوتبول تيمز (الإنجليزية)